# Městec Králové (nádraží)
Městec Králové je železniční stanice v severní části stejnojmenného města v okrese Nymburk v Středočeském kraji nedaleko říčky Jeptišky. Leží na neelektrizované jednokolejné trati Chlumec nad Cidlinou – Křinec.

## Historie
Stanice byla otevřena 1. ledna 1882 na trati vlastněné soukromou společností České obchodní dráhy (BCB) z Dymokur po propojení Velelib na trase z Nymburka do Mladé Boleslavi a již postavené odbočné trati z Chlumce nad Cidlinou do Jičína v majetku společnosti Rakouská severozápadní dráha (ÖNWB) přes stanici Křinec .
9. května 1901 byla trať z iniciativy společnosti Místní dráha Chlumec-Králův Městec reprezentovaná chlumeckým továrníkem Karlem Fričem prodloužena dále do Chlumce nad Cidlinou. Vystavěno zde bylo také nákladové nádraží. Z hospodářské podstaty regionu sloužila trať především k nákladní obsluze cukrovarského průmyslu.
Po zestátnění většiny soukromých společností v roce 1925 pak správu přebraly Československé státní dráhy.

## Popis
Nacházejí se zde dvě úrovňová jednostranná nástupiště, k příchodu k vlakům slouží přechody přes koleje. Z nádraží odbočuje několik vleček.